# 旭町 (愛知県知多郡)
旭町（あさひちょう）は、愛知県知多郡にかつて存在した町。現在の知多市南部に該当する。
海水浴場に適した遠浅の海岸があり、愛知電気鉄道（現・名古屋鉄道）などによって観光地、別荘地として開発された。これが現在の新舞子であり、兵庫県神戸市垂水区にある舞子付近の風景が似ていることから名づけられた。

## 歴史
- 江戸時代、この地域は尾張藩領であった。
- 1906年（明治39年）4月10日 - 日長村、金沢村が合併し、旭村となる。
- 1912年（明治45年・大正元年） - 愛知電気鉄道（現・名古屋鉄道）が海水浴場を開設した[2]。防砂林のある砂浜一帯が、兵庫県の舞子浜を連想するところから、旭村下松原の海岸を「新舞子」と命名した[2]。
- 1952年（昭和27年）4月1日 - 旭村が町制施行し、旭町となる。
- 1955年（昭和30年）4月1日 - 八幡町、岡田町、旭町が合併し、知多町となる。

## 交通機関
- 名古屋鉄道常滑線
  - 日長駅・新舞子駅

## 観光
- 新舞子
  - 新舞子海水浴場
  - 新舞子水族館（東京大学農学部附属水産実験所）[3]

戦前には別荘地のほか、舞子園（遊園地）、新舞子楽園（動物園・遊園地）、舞子館（旅館・料理屋）、新舞子飛行場（水上機用飛行場。安藤飛行機研究所の拠点）なども存在した。
一帯は、知多半島随一の海水浴場として親しまれてきたが、高度経済成長期以降、中京工業地帯としての海岸埋め立てが、新舞子近くまで南下した。そのため、この一帯は汚濁が著しくなったため、海水浴客は知多半島南部の野間・内海などに移った。その後、1997年にはこの地区の人工島に「新舞子マリンパーク」が開園した。

## スポーツ
1980年代以降、新舞子ではウインドサーフィンが盛んとなり、周辺には専門ショップが多く設けられている。もともと当地は鈴鹿おろし・伊吹おろしなどの局地風が吹きやすい上に、夏場は海から陸地に吹く風も強く、年間を通じて一定以上の風が確保できるため、ウインドサーフィンに適した環境であることが背景にあるという。1983年（昭和58年）からはウインドサーフィンの大会として『伊勢湾カップ』が開かれ、国内有数の大会として多くの参加者を集めている。
また近年ではスタンドアップパドルボード (SUP) も盛んで、全日本選手権の予選でもある「新舞子SUPマラソン」が毎年開かれている。

## 学校
- 旭町立旭北小学校（現・知多市立旭北小学校）
- 旭町立旭南小学校（現・知多市立旭南小学校）
  - 新舞子分校（1961年廃校）
- 旭町立旭東小学校（1961年に旭南小学校と統合のちに再分離 現・知多市立旭東小学校）
- 旭町立旭中学校（1958年に岡田中学校と統合し、知多町立知多中学校になる。）

市制施行後、旧町域に、旭東小学校、南粕谷小学校、旭南中学校が設置された。

## 史跡
- 大草城址

## 神社・仏閣
- 日長神社